# 东兴街道 (内江市)
东兴街道，是中华人民共和国四川省内江市东兴区下辖的一个乡镇级行政单位。

## 行政区划
东兴街道下辖以下地区：
东兴社区、大千社区、农校社区、枣子社区、和平桥社区、六零七社区、龙观社区、凤凰社区、平桥村、龙观村、新民村、新华村、新建村和红庙村。